# Stanowiska archeologiczne w Smuszewie
Stanowiska archeologiczne w Smuszewie położone są na skraju Jeziora Czeszewskiego na terenie należącym do wsi Smuszewo, w gminie Damasławek, w powiecie wągrowieckim.

## Historia badań archeologicznych
Pierwsze wzmianki o znaleziskach archeologicznych na terenie Smuszewa pochodzą z drugiej połowy XIX wieku. W roku 1865 badania archeologiczne na tym terenie przeprowadził prof. Uniwersytetu Jagiellońskiego Józef Łepkowski.
Pozostałości osady wczesnośredniowiecznej (st. 1) były badane w 1956 roku przez zespół pracowników Państwowego Muzeum Archeologicznego w Warszawie w ramach inwentaryzacji grodzisk pałuckich. Następnie w roku 1958 trwały prace mające na celu określenie czasu pochodzenia grodziska. W 1968 roku zespół Dobromira Durczewskiego wykonał dwa krzyżujące się rowy, z których jeden przecinał osadę oraz fragment wału gródka. W ramach dalszych badań, przeprowadzonych w 1984 roku, wykonano dwa wykopy sondażowe oraz 54 wiercenia.
Gród kultury Łużyckiej w Smuszewie (st. 3) zaczęto badać ponownie w roku 1956 w ramach przeprowadzonej przez zespół pracowników Państwowego Muzeum Archeologicznego w Warszawie inwentaryzacji grodzisk pałuckich. W latach 1959–1966 zespół pracowników Muzeum Archeologicznego w Poznaniu prowadził systematyczne prace wykopaliskowe. W czasie tych badań odsłonięto łącznie 959 m². Po zakończeniu prac zorganizowano dwie wystawy czasowe prezentujące materiał zabytkowy pochodzący z grodu. W 1968 roku z inicjatywy Towarzystwa Przyjaciół Ziemi Pałuckiej wykonano w Wągrowcu rekonstrukcję domostwa znajdującego się na terenie osady. W ramach prowadzonych badań nad grodziskami wczesnej epoki żelaza przeprowadzono w 2004 r. przeprowadzono badania geofizyczne. Trzy lata później wykonano zdjęcia lotnicze.

## Stanowisko 1 – osada otwarta kultury łużyckiej oraz grodzisko z IX w.
Położone na południowym brzegu Jeziora Czeszewskiego st. 1 obejmuje osadę otwartą kultury łużyckiej z okresu halsztackiego C oraz zbudowane na jej pozostałościach wczesnośredniowieczne grodzisko z IX wieku.
Otoczone wałem podkowiastym otwartym w stronę jeziora grodzisko o powierzchni około 2250 m² zostało wzniesione na wzgórzu na miejscu rozległej osady kultury łużyckiej. Na zewnątrz wału otoczone fosą o głębokości 2 m i szerokości 9 m.

## Stanowisko 3 – osada obronna kultury łużyckiej.

### Opis grodziska

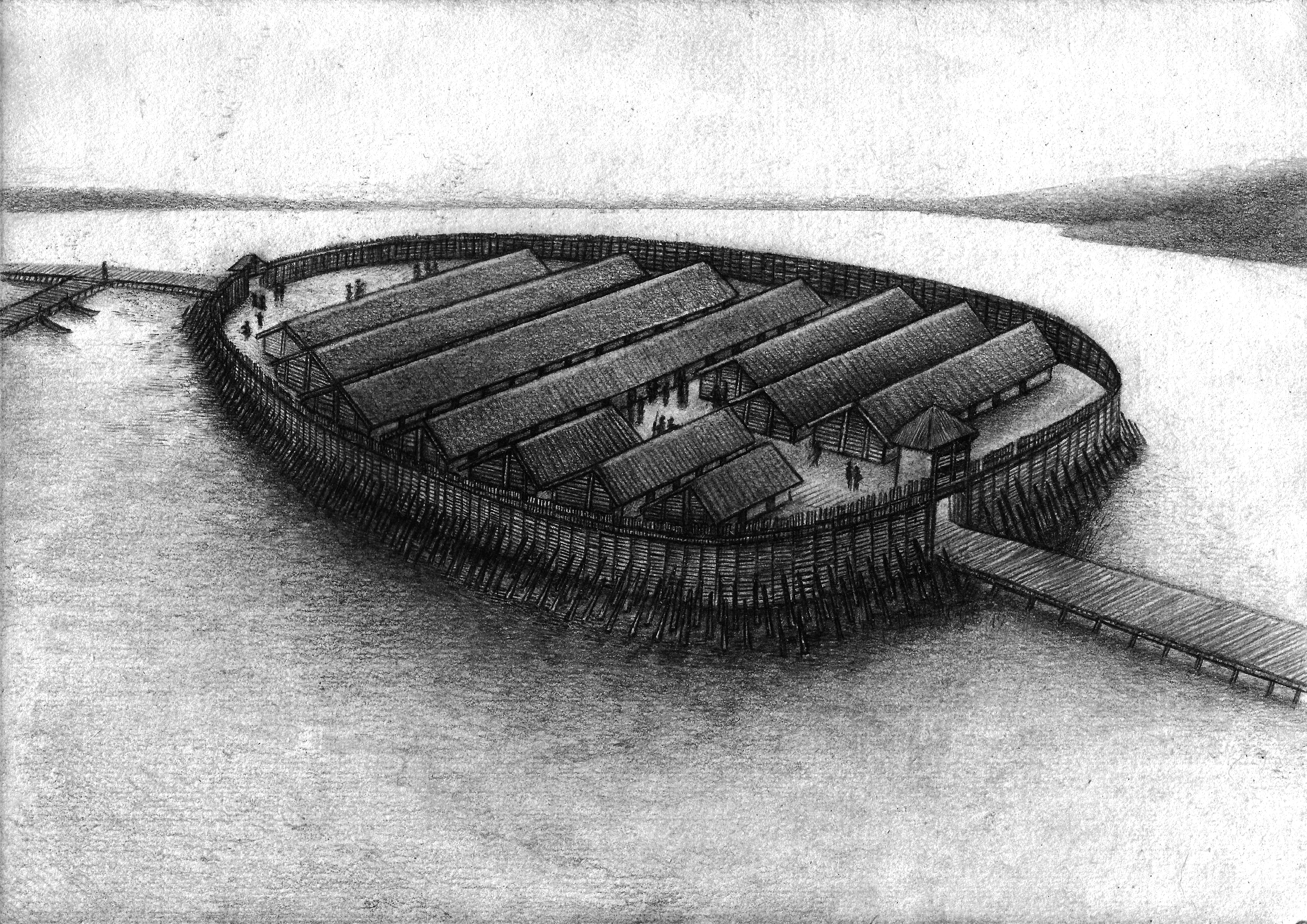
Artystyczna wizja grodu kultury łużyckiej w Smuszewie

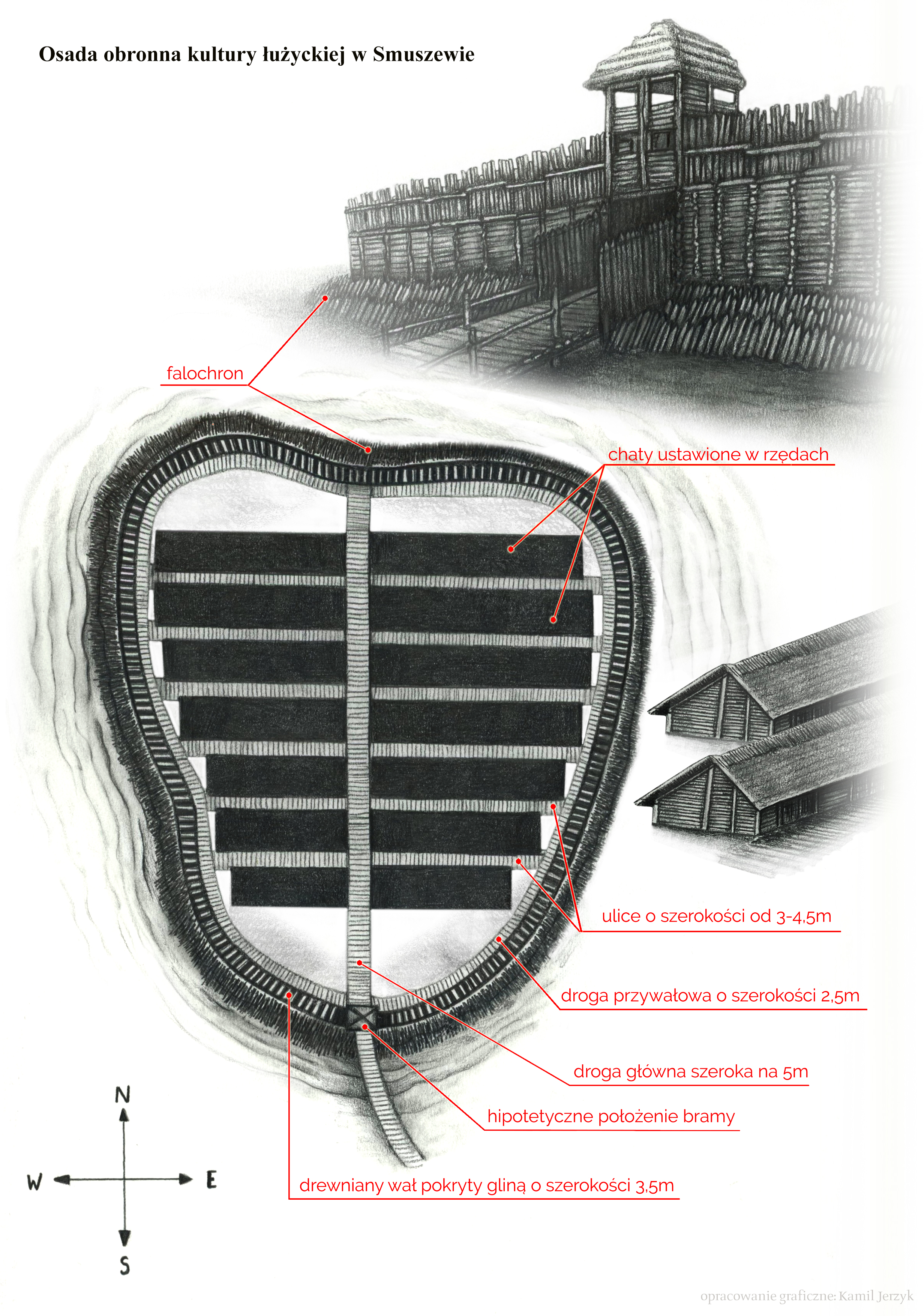
Osada obronna kultury łużyckiej w Smuszewie

Położony na wschodnim brzegu Jeziora Czeszewskiego gród w Smuszewie był zamieszkany przez ludność kultury łużyckiej okresu halsztackiego. Powstał on najprawdopodobniej 500–400 lat przed naszą erą na terenie wyspy położonej między dwoma jeziorami. Grodzisko znajdowało się około 25 km na północny zachód od Biskupina i około 21 km na zachód od Sobiejuchów.
Teren grodu o powierzchni 2,2 ha był zabudowany drewnianymi domostwami o wymiarach 9,5 × 10 m usytuowanymi w siedmiu rzędach. Rzędy chat były rozdzielone ulicami o szerokości od 3–4,5 m. Przez środek grodziska biegła w kierunku południkowym ulica o szerokości 5 m. Osada była otoczona drewnianym wałem o szerokości 3,5 m i wysokości około 5 m. Od strony wewnętrznej wału biegła ulica szerokości 2,5 m. Od strony zewnętrznej wał był obłożony gliną oraz otoczony falochronem składającym się z ukośnie wbitych pali skierowanych ku grodowi. Schemat budowy grodu przypomina ten znany z innych grodów obronnych kultury łużyckiej np. Izdebno, Biskupin czy Sobiejuchy. Najprawdopodobniej gród był zamieszkiwany przez kilkadziesiąt lat. Znalezione na miejscu ślady pożaru i walk wskazują, że gród został zniszczony w wyniku napadu zbrojnego.

### Mieszkańcy grodu
Ludność grodu zajmowała się przede wszystkim uprawą roli oraz hodowlą. Na podstawie znalezionych ziaren stwierdzono, że uprawiano jęczmień, owies, pszenicę oraz proso. Do przechowywania żywności wykorzystywano duże naczynia gliniane. Hodowano głównie krowy i świnie, a na mniejsza skalę owce, kozy oraz konie. Łowiectwo dostarczało głównie futer oraz rogów jeleni, saren i innych zwierząt żyjących na terenach okalających osadę. Z uwagi na położenie nad jeziorem ludność zajmowała się również rybołówstwem. Mieszkańcy grodu wytwarzali gliniane naczynia, zajmowali się tkactwem oraz obróbką kości i kamienia. Odnalezione formy odlewnicze pozwalają stwierdzić, że zajmowano się również produkcją narzędzi i ozdób z brązu.